# Campionat d'Espanya de motociclisme de velocitat 2014
La temporada de 2014 del CEV, denominat oficialment FIM CEV Repsol,  fou la 65a edició d'aquest campionat, organitzat per la RFME (en col·laboració amb la FIM i Dorna Sports). El calendari oficial constava de 11 proves puntuables. 4 de les proves programades es disputaren als Països Catalans: Circuit de Barcelona-Catalunya a Montmeló (dos dies) i Circuit Ricardo Tormo a Xest (15 i 16 de novembre).

## Classificació final

### Moto3
| Posició | Pilot            | Motocicleta | Punts |
| ------- | ---------------- | ----------- | ----- |
| 1       | Fabio Quartararo | Honda       | 265   |
| 2       | Jorge Navarro    | Honda       | 138   |
| 3       | Hiroki Ono       | TSR         | 116   |
| 4       | Gabriel Rodrigo  | KTM         | 101   |
| 5       | Marcos Ramírez   | KTM         | 101   |
| 6       | Nicolo Bulega    | KTM         | 95    |
| 7       | Andrea Migno     | Kalex       | 92    |
| 8       | María Herrera    | Honda       | 90    |
| 9       | Remy Gardner     | KTM         | 62    |
| 10      | Albert Arenas    | Mahindra    | 54    |

### Moto2
| Posició | Pilot                | Motocicleta | Punts |
| ------- | -------------------- | ----------- | ----- |
| 1       | Jesko Raffin         | Kalex       | 186   |
| 2       | Florian Alt          | Kalex       | 151   |
| 3       | Edgar Pons           | Kalex       | 142   |
| 4       | Xavi Vierge          | Tech        | 111   |
| 5       | Steven Odendaal      | SpeedUp     | 94    |
| 6       | Alan Techer          | Tech        | 79    |
| 7       | Sebastián Porto      | Kalex       | 69    |
| 8       | Miguel Angel Poyatos | Suter       | 54    |
| 9       | Miroslav Popov       | Suter       | 47    |
| 10      | Luca Vitali          | Ariane      | 44    |

### SBK
| Posició | Pilot                      | Motocicleta | Punts |
| ------- | -------------------------- | ----------- | ----- |
| 1       | Kenny Noyes                | Kawasaki    | 160   |
| 2       | Carmelo Morales            | Kawasaki    | 145   |
| 3       | Ivan Silva                 | BMW         | 144   |
| 4       | Robertino Pietri Chiossone | Kawasaki    | 125   |
| 5       | Santiago Barragán          | Kawasaki    | 123   |
| 6       | Daniel Rivas               | BMW         | 113   |
| 7       | Angel Rodríguez            | Suzuki      | 71    |
| 8       | Enric Ferrer               | Kawasaki    | 58    |
| 9       | Eeki Kuparinen             | BMW         | 44    |
| 10      | Alejandro Esteban          | Kawasaki    | 43    |

## Categories inferiors
| Categoria | Campió            | Motocicleta | Punts |
| --------- | ----------------- | ----------- | ----- |
| SBK-Pri   | Alejandro Esteban | Kawasaki    | 118   |
| Stck600   | Thibaut Bertin    | Yamaha      | 196   |